# 크리스티네 스탐페

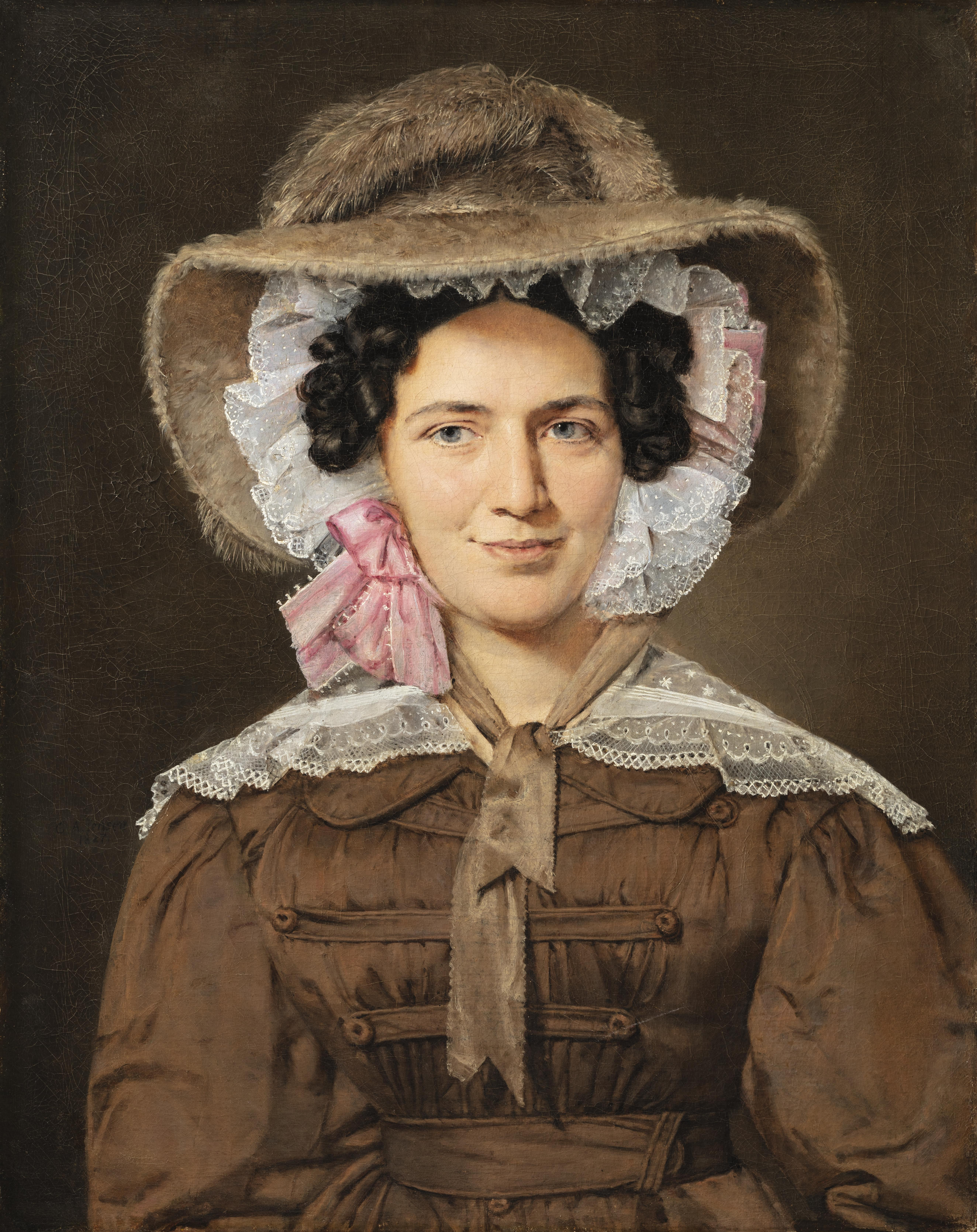
크리스티네 스탐페

크리스티네 스탐페(덴마크어: Christine Stampe, 결혼 이전의 성(姓): 달가스(Dalgas), 1797년 4월 20일 ~ 1868년 5월 5일)는 덴마크의 귀족이다.
헨리크 스탐페(Henrik Stampe) 남작과 결혼한 이후에 셸란섬에 위치한 마을인 뉘쇠마노르(Nysø Manor)에서 농장을 운영했다. 슬하에 2명의 자녀를 두었다. 작가 한스 크리스티안 안데르센(Hans Christian Andersen), 조각가 베르텔 토르발센(Bertel Thorvaldsen)을 비롯한 덴마크의 예술가들을 초청하는 한편 코펜하겐에 토르발센 박물관을 건립하기 위한 모금 운동을 전개했다.